# Primetime Emmy Award for Outstanding Animated Program (voor programma's korter dan een uur)
De Primetime Emmy Award for Outstanding Animated Program (voor programma's korter dan een uur) is een Creative Arts Emmy Award die jaarlijks wordt gegeven aan een animatieserie die wordt beschouwd als de beste van het jaar. Elke geanimeerde serie is toegestaan om een episode te nomineren.
The Simpsons won de meeste Emmy's met 10 gewonnen afleveringen (van de 17 nominaties), gevolgd door de verschillende Garfield specials die er 4 gewonnen heeft (van de 12 nominaties). Hoewel Fox soms ook afleveringen indient van The Simpsons of een andere serie in de Primetime Emmy Award voor beste komedieserie-categorie, bepalen de regels dat een programma niet kan worden ingediend in meer dan één categorie.
Naast de categorie voor programma's korter dan een uur bestaat ook nog de Primetime Emmy Award for Outstanding Animated Program (voor programma's van een uur of langer). Elke serie is toegestaan om een eenmalige of speciale aflevering te nomineren.

## Winnaars en genomineerden

### Jaren 1970
| Jaar                                 | Programma | Episode | Zender |
| ------------------------------------ | --------- | ------- | ------ |
| 1979 (31e)                           |           |         |        |
| The Lion, The Witch and the Wardrobe | Special   | CBS     |        |
| Happy Birthday, Charlie Brown        | Special   | CBS     |        |
| You're the Greatest, Charlie Brown   | Special   | CBS     |        |

### Jaren 1980
| Jaar                                    | Programma | Episode        | Zender |
| --------------------------------------- | --------- | -------------- | ------ |
| 1980 (32e)                              |           |                |        |
| Carlton Your Doorman                    | Special   | CBS            |        |
| The Pink Panther in: Olym-Pinks         | Special   | ABC            |        |
| Pontoffel Pock, Where Are You?          | Special   | ABC            |        |
| She's a Good Skate, Charlie Brown       | Special   | CBS            |        |
| 1981 (33e)                              |           |                |        |
| Life Is a Circus, Charlie Brown         | Special   | CBS            |        |
| Bugs Bunny: All American Hero           | Special   | CBS            |        |
| Faeries                                 | Special   | CBS            |        |
| Gnomes                                  | Special   | CBS            |        |
| It's Magic, Charlie Brown               | Special   | CBS            |        |
| 1982 (34e)                              |           |                |        |
| The Grinch Grinches the Cat in the Hat  | Special   | ABC            |        |
| A Charlie Brown Celebration             | Special   | CBS            |        |
| The Smurfs Springtime Special           | Special   | NBC            |        |
| The Smurfs                              | Special   | NBC            |        |
| Someday You'll Find Her, Charlie Brown  | Special   | CBS            |        |
| 1983 (35e)                              |           |                |        |
| Ziggy's Gift                            | Special   | ABC            |        |
| Here Comes Garfield                     | Special   | CBS            |        |
| Is This Goodbye, Charlie Brown?         | Special   | CBS            |        |
| The Smurfs Christmas Special            | Special   | NBC            |        |
| What Have We Learned, Charlie Brown?    | Special   | CBS            |        |
| 1984 (36e)                              |           |                |        |
| Garfield on the Town                    | Special   | CBS            |        |
| A Disney Christmas Gift                 | Special   | CBS            |        |
| It's Flashbeagle, Charlie Brown         | Special   | CBS            |        |
| The Smurfic Games                       | Special   | NBC            |        |
| 1985 (37e)                              |           |                |        |
| Garfield in the Rough                   | Special   | CBS            |        |
| Donald Duck's 50th Birthday             |           | CBS            |        |
| Snoopy's Getting Married, Charlie Brown |           | CBS            |        |
| 1986 (38e)                              |           |                |        |
| Garfield's Halloween Adventure          | Special   | CBS            |        |
| Garfield in Paradise                    | Special   | CBS            |        |
| 1987 (39e)                              |           |                |        |
| Cathy                                   |           | CBS            |        |
| Garfield Goes Hollywood                 | Special   | CBS            |        |
| 1988 (40e)                              |           |                |        |
| A Claymation Christmas Celebration      | Special   | CBS            |        |
| The Brave Little Toaster                | Special   | Disney Channel |        |
| A Garfield Christmas Special            | Special   | CBS            |        |
| 1989 (41e)                              |           |                |        |
| Garfield's Babes and Bullets            | Special   | CBS            |        |
| Abel's Island                           |           | PBS            |        |
| Meet the Raisins!                       |           | CBS            |        |
| Garfield: His 9 Lives                   | Special   | CBS            |        |
| Madeline                                |           | HBO            |        |

### Jaren 1990
| Jaar                                  | Programma                                              | Episode         | Zender |
| ------------------------------------- | ------------------------------------------------------ | --------------- | ------ |
| 1990 (42e)                            |                                                        |                 |        |
| The Simpsons                          | "Life on the Fast Lane"                                | Fox             |        |
| Garfield's Feline Fantasies           | Special                                                | CBS             |        |
| Garfield's Thanksgiving               | Special                                                | CBS             |        |
| The Simpsons                          | "Simpsons Roasting on an Open Fire"                    | Fox             |        |
| Why, Charlie Brown, Why?              | Special                                                | CBS             |        |
| 1991 (43e)                            |                                                        |                 |        |
| The Simpsons                          | "Homer vs. Lisa and the 8th Commandment"               | Fox             |        |
| Claymation Comedy of Horrors Show     |                                                        | CBS             |        |
| Garfield Gets a Life                  | Special                                                | CBS             |        |
| Tiny Toon Adventures                  | "The Looney Beginning"                                 | CBS             |        |
| 1992 (44e)                            |                                                        |                 |        |
| A Claymation Easter                   | Special                                                | CBS             |        |
| The Ren & Stimpy Show                 |                                                        | Nickelodeon     |        |
| Shelley Duvall's Bedtime Stories      |                                                        | Showtime        |        |
| The Simpsons                          | "Radio Bart"                                           | Fox             |        |
| 1993 (45e)                            |                                                        |                 |        |
| Batman: The Animated Series           | "Robin's Reckoning Part I"                             | Fox             |        |
| Inspector Gadget Saves Christmas      | Special                                                | NBC             |        |
| Liquid Television                     | "Show 11"                                              | MTV             |        |
| The Ren & Stimpy Show                 | "Son of Stimpy"                                        | Nickelodeon     |        |
| The World of Peter Rabbit and Friends |                                                        | Family          |        |
| 1994 (46e)                            |                                                        |                 |        |
| The Roman City                        | Special                                                | PBS             |        |
| Duckman                               | "TV or Not to Be"                                      | USA             |        |
| A Flintstone Family Christmas         | Special                                                | ABC             |        |
| The Ren & Stimpy Show                 | "Ren's Retirement"                                     | Nickelodeon     |        |
| The Town Santa Forgot                 | Special                                                | NBC             |        |
| 1995 (47e)                            |                                                        |                 |        |
| The Simpsons                          | "Lisa's Wedding"                                       | Fox             |        |
| Daisy-Head Mayzie                     | Special                                                | TNT             |        |
| Dexter's Laboratory                   | "Changes"                                              | Cartoon Network |        |
| Rugrats                               | "Passover"                                             | Nickelodeon     |        |
| Tiny Toon Adventures                  | "Night Ghoulery"                                       | Fox             |        |
| 1996 (48e)                            |                                                        |                 |        |
| Pinky and the Brain                   | "A Pinky and the Brain Christmas Special"              | The WB          |        |
| Dexter's Laboratory                   | "The Big Sister"                                       | Cartoon Network |        |
| Duckman                               | "Noir Gang"                                            | USA             |        |
| The Simpsons                          | "Treehouse of Horror VI"                               | Fox             |        |
| Cow and Chicken                       | "No Smoking!"                                          | Cartoon Network |        |
| 1997 (49e)                            |                                                        |                 |        |
| The Simpsons                          | "Homer's Phobia"                                       | Fox             |        |
| Dexter's Laboratory                   | "Star Spangled Sidekicks", "TV Superpals", "Game Over" | Cartoon Network |        |
| Duckman                               | "Duckman and Cornfed in Haunted Society Plunders"      | USA             |        |
| King of the Hill                      | "Square Peg"                                           | Fox             |        |
| Rugrats                               | "Mother's Day"                                         | Nickelodeon     |        |
| 1998 (50e)                            |                                                        |                 |        |
| The Simpsons                          | "Trash of the Titans"                                  | Fox             |        |
| Cow and Chicken                       | "Free Inside", "Journey to the Center of Cow"          | Cartoon Network |        |
| Dexter's Laboratory                   | "Dyno-might", "Lab-retto"                              | Cartoon Network |        |
| King of the Hill                      | "Texas City Twister"                                   | Fox             |        |
| South Park                            | "Big Gay Al's Big Gay Boat Ride"                       | Comedy Central  |        |
| 1999 (51e)                            |                                                        |                 |        |
| King of the Hill                      | "And They Call It Bobby Love"                          | Fox             |        |
| Futurama                              | "A Big Piece of Garbage"                               | Fox             |        |
| The PJs                               | "He's Gotta Have It"                                   | Fox             |        |
| The Powerpuff Girls                   | "Bubblevicious / Bare Facts"                           | Cartoon Network |        |
| The Simpsons                          | "Viva Ned Flanders"                                    | Fox             |        |

### Jaren 2000
| Jaar                                | Programma                                    | Episode         | Zender |
| ----------------------------------- | -------------------------------------------- | --------------- | ------ |
| 2000 (52e)                          |                                              |                 |        |
| The Simpsons                        | "Behind the Laughter"                        | Fox             |        |
| Family Guy                          | "Road to Rhode Island"                       | Fox             |        |
| Downtown                            | "Before and After"                           | MTV             |        |
| The Powerpuff Girls                 | "Beat Your Greens/Down 'N' Dirty"            | Cartoon Network |        |
| South Park                          | "Chinpokomon"                                | Comedy Central  |        |
| 2001 (53e)                          |                                              |                 |        |
| The Simpsons                        | "HOMR"                                       | Fox             |        |
| As Told by Ginger                   | "Hello Stranger"                             | Nickelodeon     |        |
| Futurama                            | "Amazon Women in the Mood"                   | Fox             |        |
| King of the Hill                    | "Chasing Bobby"                              | Fox             |        |
| The Powerpuff Girls                 | "Moral Decay & Meet the Beat Alls"           | Cartoon Network |        |
| 2002 (54e)                          |                                              |                 |        |
| Futurama                            | "Roswell That Ends Well"                     | Fox             |        |
| As Told by Ginger                   | "Lunatic Lake"                               | Nickelodeon     |        |
| King of the Hill                    | "Bobby Goes Nuts"                            | Fox             |        |
| The Simpsons                        | "She of Little Faith"                        | Fox             |        |
| South Park                          | "Osama Bin Laden Has Farty Pants"            | Comedy Central  |        |
| 2003 (55e)                          |                                              |                 |        |
| The Simpsons                        | "Three Gays of the Condo"                    | Fox             |        |
| As Told by Ginger                   | "And She Was Gone"                           | Nickelodeon     |        |
| Futurama                            | "Jurassic Bark"                              | Fox             |        |
| Kim Possible                        | "Crush"                                      | Disney Channel  |        |
| SpongeBob SquarePants               | "New Student Starfish/Clams"                 | Nickelodeon     |        |
| 2004 (56e)                          |                                              |                 |        |
| Samurai Jack                        | "The Birth of Evil"                          | Cartoon Network |        |
| Futurama                            | "The Sting"                                  | Fox             |        |
| The Simpsons                        | "The Way We Weren't"                         | Fox             |        |
| South Park                          | "It's Christmas in Canada"                   | Comedy Central  |        |
| SpongeBob SquarePants               | "SpongeBob BC"                               | Nickelodeon     |        |
| 2005 (57e)                          |                                              |                 |        |
| South Park                          | "Best Friends Forever"                       | Comedy Central  |        |
| Family Guy                          | "North by North Quahog"                      | Fox             |        |
| Samurai Jack                        | "Episode XLIX"                               | Cartoon Network |        |
| The Simpsons                        | "Future-Drama"                               | Fox             |        |
| SpongeBob SquarePants               | "Fear of a Krabby Patty/Shell of a Man"      | Nickelodeon     |        |
| 2006 (58e)                          |                                              |                 |        |
| The Simpsons                        | "The Seemingly Never-Ending Story"           | Fox             |        |
| Camp Lazlo                          | "Hello Dolly/Over Cooked Beans"              | Cartoon Network |        |
| Family Guy                          | "PTV"                                        | Fox             |        |
| Foster's Home for Imaginary Friends | "Go Goo Go"                                  | Cartoon Network |        |
| South Park                          | "Trapped in the Closet"                      | Comedy Central  |        |
| 2007 (59e)                          |                                              |                 |        |
| South Park                          | "Make Love, Not Warcraft"                    | Comedy Central  |        |
| Avatar: The Last Airbender          | "City of Walls and Secrets"                  | Nickelodeon     |        |
| Robot Chicken                       | "Lust for Puppets"                           | Cartoon Network |        |
| The Simpsons                        | "The Haw-Hawed Couple"                       | Fox             |        |
| SpongeBob SquarePants               | "Bummer Vacation/Wig Struck"                 | Nickelodeon     |        |
| 2008 (60e)                          |                                              |                 |        |
| The Simpsons                        | "Eternal Moonshine of the Simpson Mind"      | Fox             |        |
| Creature Comforts                   | "Don't Choke To Death, Please"               | CBS             |        |
| King of the Hill                    | "Deae Picks Cotton"                          | Fox             |        |
| Robot Chicken                       | "Robot Chicken: Star Wars"                   | Cartoon Network |        |
| SpongeBob SquarePants               | "Inmates of Summer / Two Faces of Squidward" | Nickelodeon     |        |
| 2009 (61e)                          |                                              |                 |        |
| South Park                          | "Margaritaville"                             | Comedy Central  |        |
| American Dad!                       | "1600 Candles"                               | Fox             |        |
| Robot Chicken                       | "Robot Chicken: Star Wars Episode II"        | Cartoon Network |        |
| The Simpsons                        | "Gone Maggie Gone"                           | Fox             |        |

### Jaren 2010
| Jaar                                  | Programma                                   | Episode         | Zender |
| ------------------------------------- | ------------------------------------------- | --------------- | ------ |
| 2010 (62e)                            |                                             |                 |        |
| Prep & Landing                        | Prep & Landing                              | ABC             |        |
| Alien Earths                          | Alien Earths                                | Nat Geo         |        |
| The Ricky Gervais Show                | "Knob at Night"                             | HBO             |        |
| The Simpsons                          | "Once Upon a Time in Springfield"           | Fox             |        |
| South Park                            | "200" / "201"                               | Comedy Central  |        |
| 2011 (63e)                            |                                             |                 |        |
| Futurama                              | "The Late Philip J. Fry"                    | Comedy Central  |        |
| The Cleveland Show                    | "Murray Christmas"                          | Fox             |        |
| Robot Chicken                         | "Robot Chicken: Star Wars Episode III"      | Adult Swim      |        |
| The Simpsons                          | "Angry Dad: The Movie"                      | Fox             |        |
| South Park                            | "Crack Baby Athletic Association"           | Comedy Central  |        |
| 2012 (64e)                            |                                             |                 |        |
| The Penguins of Madagascar            | "The Return of the Revenge of Dr. Blowhole" | Nickelodeon     |        |
| American Dad!                         | "Hot Water"                                 | Fox             |        |
| Bob's Burgers                         | "Burgerboss"                                | Fox             |        |
| Futurama                              | "The Tip of the Zoidberg"                   | Comedy Central  |        |
| The Simpsons                          | "Holidays of Future Passed"                 | Fox             |        |
| 2013 (65e)                            |                                             |                 |        |
| South Park                            | "Raising the Bar"                           | Comedy Central  |        |
| Bob's Burgers                         | "O.T.: The Outside Toilet"                  | Fox             |        |
| Kung Fu Panda: Legends of Awesomeness | "Enter the Dragon"                          | Nickelodeon     |        |
| Regular Show                          | "The Christmas Special"                     | Cartoon Network |        |
| The Simpsons                          | "Treehouse of Horror XXIII"                 | Fox             |        |
| 2014 (66e)                            |                                             |                 |        |
| Bob's Burgers                         | "Mazel-Tina"                                | Fox             |        |
| Archer                                | "Archer Vice: The Rules of Extraction"      | FX              |        |
| Futurama                              | "Meanwhile"                                 | Comedy Central  |        |
| South Park                            | "Black Friday"                              | Comedy Central  |        |
| Teenage Mutant Ninja Turtles          | "The Manhattan Project"                     | Nickelodeon     |        |
| 2015 (67e)                            |                                             |                 |        |
| Over the Garden Wall                  | Over the Garden Wall                        | Cartoon Network |        |
| Archer                                | "Pocket Listing"                            | FX              |        |
| Bob's Burgers                         | "Can't Buy Me Math"                         | Fox             |        |
| The Simpsons                          | "Treehouse of Horror XXV"                   | Fox             |        |
| South Park                            | "Freemium Isn't Free"                       | Comedy Central  |        |
| 2016 (68e)                            |                                             |                 |        |
| Archer                                | "The Figgis Agency"                         | FX              |        |
| Bob's Burgers                         | "The Horse Rider-er"                        | Fox             |        |
| Phineas and Ferb                      | "Last Day of Summer"                        | Disney XD       |        |
| The Simpsons                          | "Halloween of Horror"                       | Fox             |        |
| South Park                            | "You're Not Yelping"                        | Comedy Central  |        |
| 2017 (69e)                            |                                             |                 |        |
| Bob's Burgers                         | "Bob Actually"                              | Fox             |        |
| Archer                                | "Archer Dreamland: No Good Deed"            | FX              |        |
| The Simpsons                          | "The Town"                                  | Fox             |        |
| Sofia the First                       | "Elena and the Secret of Avalor"            | Disney Channel  |        |
| South Park                            | "Member Berries"                            | Comedy Central  |        |
| 2018 (70e)                            |                                             |                 |        |
| Rick and Morty                        | "Pickle Rick"                               | Adult Swim      |        |
| Big Hero 6: The Series                | "Baymax Returns"                            | Disney XD       |        |
| Bob's Burgers                         | "V for Valentine-detta"                     | Fox             |        |
| The Simpsons                          | "Gone Boy"                                  | Fox             |        |
| South Park                            | "Put It Down"                               | Comedy Central  |        |
| 2019 (71e)                            |                                             |                 |        |
| The Simpsons                          | "Mad About the Toy"                         | Fox             |        |
| Adventure Time                        | "Come Along with Me"                        | Cartoon Network |        |
| Big Mouth                             | "The Planned Parenthood Show"               | Netflix         |        |
| Bob's Burgers                         | "Just One of the Boyz 4 Now for Now"        | Fox             |        |
| BoJack Horseman                       | "Free Churro"                               | Netflix         |        |

### Jaren 2020
| Jaar                        | Programma                            | Episode        | Zender |
| --------------------------- | ------------------------------------ | -------------- | ------ |
| 2020 (72e)                  |                                      |                |        |
| Rick and Morty              | "The Vat of Acid Episode"            | Adult Swim     |        |
| Big Mouth                   | "Disclosure The Movie: The Musical!" | Netflix        |        |
| Bob's Burgers               | "Pig Trouble in Little Tina"         | Fox            |        |
| BoJack Horseman             | "The View from Halfway Down"         | Netflix        |        |
| The Simpsons                | "Thanksgiving of Horror"             | Fox            |        |
| 2021 (73e)                  |                                      |                |        |
| Big Mouth                   | "The New Me"                         | Netflix        |        |
| Bob's Burgers               | "Worms of In-Rear-ment"              | Fox            |        |
| Genndy Tartakovsky's Primal | "Plague of Madness"                  | Adult Swim     |        |
| The Simpsons                | "The Dad-Feelings Limited"           | Fox            |        |
| South Park                  | "The Pandemic Special"               | Comedy Central |        |